# Mùa bão Tây Nam Ấn Độ Dương 2023–24
Mùa bão Tây Nam Ấn Độ Dương 2023–24 là một sự kiện đang diễn ra trong chu kỳ hàng năm về sự hình thành các xoáy thuận nhiệt đới. Mùa bão chính thức bắt đầu vào ngày 30 tháng 12, 2023. Những ngày này thường phân định giai đoạn mỗi năm khi xoáy thuận nhiệt đới và xoáy thuận cận nhiệt đới hình thành trong lưu vực, nằm ở phía tây 90°Đ và phía nam xích đạo. Xoáy thuận nhiệt đới và cận nhiệt đới trong lưu vực này được theo dõi bởi Trung tâm Khí tượng Chuyên ngành Khu vực ở Réunion.

## Danh sách bão

### Bão Alvaro
Để chuẩn bị cho sự ảnh hưởng của bão, cơ quan khí tượng của Madagascar (Meteo Madagascar) đã đưa ra cảnh báo màu vàng cho các quận Morondava, Manja, Morombe và Toliara vào ngày 31 tháng 12 và cấp độ cảnh báo được nâng cấp lên cảnh báo đỏ một ngày sau đó khi Alvaro đổ bộ. Các thủy thủ trên khắp Maintirano và Toliara được khuyến cáo nên tránh xa vùng biển nguy hiểm. Một số khu vực của thành phố bị ngập lụt và nhiều người dân phải sơ tán khỏi nhà, sử dụng trường học và các ngôi làng xa xôi làm nơi tạm trú khi sơ tán.  Các khu vực phía nam Madagascar cho biết cây cối bị bật gốc, mái nhà bị hư hại và cơ sở hạ tầng bị hư hại và cần phải có sự hỗ trợ khẩn cấp. Gần 33.000 người ở Madagascar bị ảnh hưởng bởi Alvaro, với hơn 17.000 người phải đi sơ tán. Các vùng Haute Matsiatra , Atsimo-Andrefana và Menabe phải gánh chịu hậu quả nặng nề của cơn bão.

Những người phải đi sơ tán đã được chuyển đến 36 trung tâm sơ tán. Khoảng 241 khu định cư bị phá hủy hoàn toàn, 426 ngôi nhà cùng 15 trường học bị hư hại. Có 19 người chết do ảnh hưởng của bão. Để ứng phó với thảm họa, Chương trình Lương thực Thế giới (WFP) đã phân bổ gạo, dầu, màn chống muỗi và các dụng cụ khác cho các khu vực bị ảnh hưởng, với sự hợp tác của Cơ quan Phát triển Quốc tế Hoa Kỳ (USAID).

### Bão Belal
MFR đã đưa ra cảnh báo bão màu vàng cho Réunion vào ngày 13 tháng 1, cảnh báo này đã được nâng cấp thành cảnh báo bão màu cam vào 15:00 UTC ngày hôm sau. Vào ngày 13 tháng 1, MMS đã đưa ra cảnh báo bão cấp I cho Mauritius. Vào ngày 14 tháng 1, MFR đã nâng cấp cảnh báo màu cam thành cảnh báo đỏ cho Réunion khi Belal tiếp cận hòn đảo. Ngày hôm sau, MFR đưa ra cảnh báo màu tím cho Réunion khi Belal áp sát biển. Thành mắt bão của Belal vẫn ở ngay ngoài khơi bờ biển phía Bắc của Réunion trong thời gian cơn bão tiệm cận gần bờ nhất. Bốn người chết do ảnh hưởng của bão ở Réunion. Khoảng 150.000 người sử dụng điện bị cắt điện, chiếm hơn một phần ba dân số trên đảo. Khoảng 37.000 người bị mất khả năng tiếp cận nước sạch tạm thời. Hai người chết ở Mauritius do ảnh hưởng của bão. Sau khi ảnh hưởng của cơn bão đi qua, người đứng đầu cơ quan khí tượng học của Mauritius đã từ chức sau khi cơ quan của ông bị cáo buộc "không đưa ra cảnh báo đầy đủ về tác động của cơn bão".

### Bão Eleanor
Theo các báo cáo ban đầu, thiệt hại ở mức nhẹ đến vừa phải ở Mauritius và không có thiệt hại ở La Reunion. Tại Mauritius, bão gây gió mạnh và mưa lớn khiến ít nhất 2 người bị thương, việc mất điện đã ảnh hưởng đến 10.000 người, một số cột điện bị hư hỏng và cây đổ chắn ngang một số con đường. Miền Bắc là nơi bị thiệt hại nặng nề nhất.

### Bão Gamane
Theo báo cáo thiệt hại sơ bộ vào ngày 28 tháng 3, Gamane đã gây ra mưa lớn và lũ lụt khiến 18 người chết, một người mất tích, hơn 2.500 người phải di dời và hơn 600 ngôi nhà bị ngập hoặc hư hại ở các vùng Sava, Analanjirofo và Diana thuộc Madagascar. Chính quyền cho biết quận Sambava đã ghi nhận tổng lượng mưa khoảng 300 mm trong 24 giờ. Việc tiếp cận khu vực này rất khó khăn và con đường nối từ thủ đô đến thủ đô đã bị mưa bão gây gián đoạn khiến việc viện trợ và người dân được nhận viện trợ trở lên khó khăn và rất chậm.  Vào ngày 3 tháng 4, tổng số người chết tăng lên 19 người, 3 người mất tích và ít nhất 90.000 người bị ảnh hưởng.

### Bão Hidaya
Hidaya là xoáy thuận nhiệt đới thứ ba trong lịch sử được ghi nhận đổ bộ vào Tanzania, những xoáy thuận trước đó là một xoáy thuận nhiệt đới không tên vào năm 1952 và áp thấp nhiệt đới Atang vào năm 2002.  Do bão, các chuyến phà giữa Zanzibar và Dar es Salaam tạm thời bị dừng. Gió giật của Hidaya làm đổ cây và dẫn đến mất điện. Một ngư dân ở đảo Pemba bị chết do cơn bão.

## Tên bão
| - Alvaro - Belal - Candice - Djoungou - Eleanor - Filipo - Gamane - Hidaya - Ialy - Jeremy (chưa sử dụng) - Kanga (chưa sử dụng) - Ludzi (chưa sử dụng) - Melina (chưa sử dụng) - Noah (chưa sử dụng) - Onias (chưa sử dụng) - Pelagie (chưa sử dụng) - Quamar (chưa sử dụng) - Rita (chưa sử dụng) | - Solani (chưa sử dụng) - Tarik (chưa sử dụng) - Urilia (chưa sử dụng) - Vuyane (chưa sử dụng) - Wagner (chưa sử dụng) - Xusa (chưa sử dụng) - Yarona (chưa sử dụng) - Zacarias (chưa sử dụng) |